# 塔巴隆县
塔巴隆县（印尼语：Kabupaten Tabalong）是印度尼西亚南加里曼丹省的一个县，位于加里曼丹岛东南部，是一个内陆县份，县治在丹戎。2010年普查，全县有人口218,954人。